# NGC 1661
NGC 1661 ist eine Spiralgalaxie vom Hubble-Typ Sbc im Sternbild Orion südlich der Ekliptik. Sie ist schätzungsweise 394 Millionen Lichtjahre von der Milchstraße entfernt und hat einen Durchmesser von etwa 165.000 Lichtjahren. 

Im selben Himmelsareal befinden sich u. a. die Galaxien NGC 1653, NGC 1654, NGC 1657.
Das Objekt wurde am 21. Dezember 1881 von Édouard Stephan entdeckt.